# Buzz Osborne
Roger "Buzz" Osborne (Montesano, Washington, 25 de març de 1964), també conegut com a King Buzzo, és el guitarrista / cantant / compositor i l'únic membre fundador restant dels Melvins. Osborne és també membre fundador / guitarrista per ambdós Fantômas i Venomous Concept. Era també un amic de la secundària de Kurt Cobain i el baixista de la primera banda de Cobain, Fecal Matter, el 1986.